# Palazzo Reale (Sofia)
L'ex Palazzo del Principe/Reale (in bulgaro Княжески/царски дворец?) è l'attuale complesso dei musei nazionali di Sofia, che si trova in Piazza Knjaz Aleksandǎr I 1, nel centro della capitale bulgara. Dal 1978 è monumento della cultura. Al 2024 il palazzo ospita 2 musei nazionali: la filiale della Galleria Nazionale – nella parte nord-occidentale e nell'edificio centrale, e il Museo Etnografico Nazionale – nella parte sud-orientale.
Il palazzo ha svolto un ruolo fondamentale nella storia della Bulgaria, testimoniando il viaggio del paese attraverso la monarchia, il comunismo e la democrazia. Eretto alla fine del XIX secolo come residenza reale, l'architettura del palazzo fonde vari stili, con influenze prominenti del Neobarocco austriaco e del Neorococò francese.

## Storia

### Konak, ospedale, palazzo del Principe
La posizione del Palazzo reale era in cima ad una collina. Prima dell'edificio attuale ci fu un altro edificio: il konak, che ospitava l'amministrazione e la corte ottomana prima della Liberazione della Bulgaria. La struttura fu devastata da un incendio nel 1816, che ne portò la distruzione. Successivamente l’area rimase inutilizzata per un lungo periodo di tempo.

Solo tra il 1873 e il 1875, sotto Mazhar Pascià e con il lavoro dell'intero Sangiaccato di Sofia, fu costruito un altro konak per l'amministrazione del vilayet. Rappresentava un edificio simmetrico a due piani con avancorpi alle 2 estremità. Sotto il Konak, furono assegnate le segrete per la reclusione. Attraverso tunnel sotterranei, la struttura era collegata ai luoghi vicini come la moschea Çelebi, la casa del Pascià, una locanda (dove si trovava il vecchio albergo "Bulgaria") ed altri. 

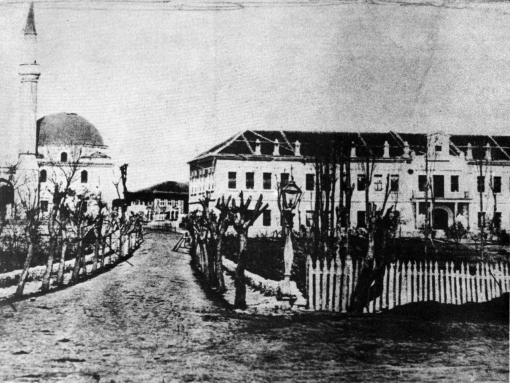
la moschea Çelebi e il Konak sulle cui fondamenta fu costruito il palazzo, 1879

Durante la guerra russo-turca (1877-1878), l’edificio fu utilizzato come ospedale. Il Trattato di Berlino del 1878 rese la Bulgaria uno stato autonomo, il Principato di Bulgaria, all'interno dell'Impero ottomano, con Sofia come capitale. Pur rimanendo sotto la sovranità ottomana, il principato funzionò in modo indipendente, nominando Alessandro di Battenberg come primo principe nel 1879. Il Konak fu designato come sua residenza ufficiale. L'Assemblea nazionale mise a disposizione i fondi per trasformare il Konak in una residenza principesca. L'edificio fu rapidamente ristrutturato dall'esercito russo sotto la guida del tenente colonnello Von Witte, ma appena un anno dopo la sua installazione divenne chiaro che la struttura non era adatta ad ospitare il principe e la sua famiglia, che dovettero trasferirsi per consentire una completa ricostruzione.

### Palazzo del Principe e Palazzo reale
Fu in corso una costruzione quasi interamente nuova: dell'edificio precedente furono conservate solo le fondamenta in pietra (profondamente scavate nel terreno) e parzialmente la facciata principale. La costruzione venne eseguita in 2 fasi.

#### Prima fase (1880 – 1882)
Ai tempi del primo monarca bulgaro dopo la Liberazione, il principe Alesandro I Battenberg, l'architetto austriaco Viktor Rumpelmayer diresse la ricostruzione del vecchio konak, che fu quasi completamente demolito, anche se le fondamenta furono utilizzate per erigere il nuovo palazzo, che fu anche ampliato con un'ala orientale per i ricevimenti. 

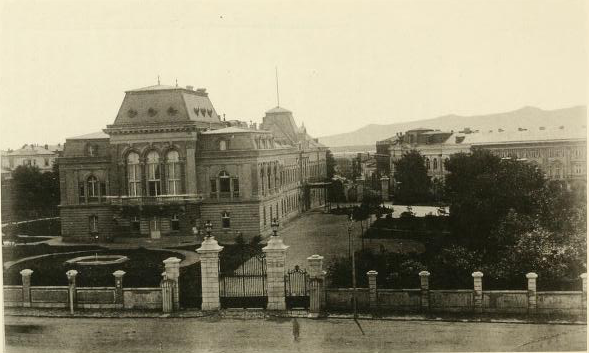
Il Palazzo del principe e il parco prima del 1888.

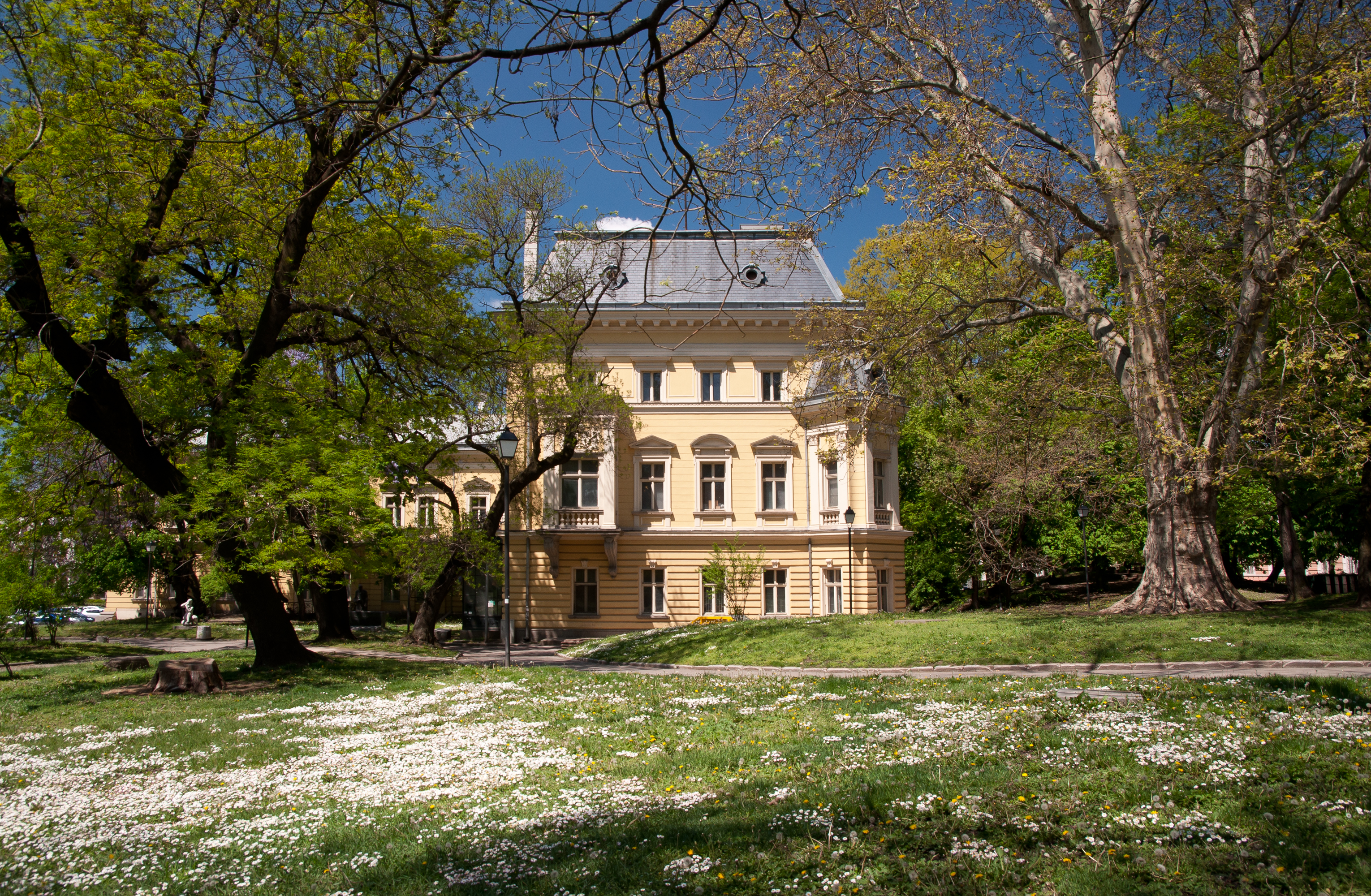
L'ala creata da Friedrich Grünanger

Allo stesso modo, tutte le facciate furono rifatte seguendo lo stile sontuoso e cosmopolita del Secondo Impero con connotazioni châteauesque. L'idea era quella di conferire alla nuova residenza principesca un'aria cosmopolita che simboleggiasse la trasformazione di Sofia da città di provincia ottomana a capitale di un nuovo stato indipendente. Questo fu infatti il primo edificio rappresentativo di Sofia in stile europeo. Nell'esecuzione del progetto, Rumpelmayer fu aiutato dagli architetti austro-ungarici Friedrich Grünanger, Antonín Kolář (noto anche come Adolf Václav Kolář, ceco), Jakob Heinrich Mayer e Leers. Fu costruita infatti la parte di rappresentanza (pianoterra amministrativo e sopra di esso un'enfilade di sale da ballo) con un piano di servizio. Lo spazio dove sorgeva il demolito Konak, fungeva da residenza del principe Alessandro I e luogo di lavoro, mentre il nuovo ampliamento di Rumpelmayer era utilizzato per feste e ricevimenti ed era organizzato su tre piani: il piano terra per le funzioni amministrative, il primo piano con il grande salone da ballo, la sala del trono, la sala da pranzo di gala e un giardino d'inverno; ed il secondo piano o sottotetto per i servizi. Una cerimonia di apertura ebbe luogo il 26 dicembre 1882, con l'avvento del nuovo anno 1883 segnato da un ballo di Capodanno senza precedenti all'interno del palazzo.

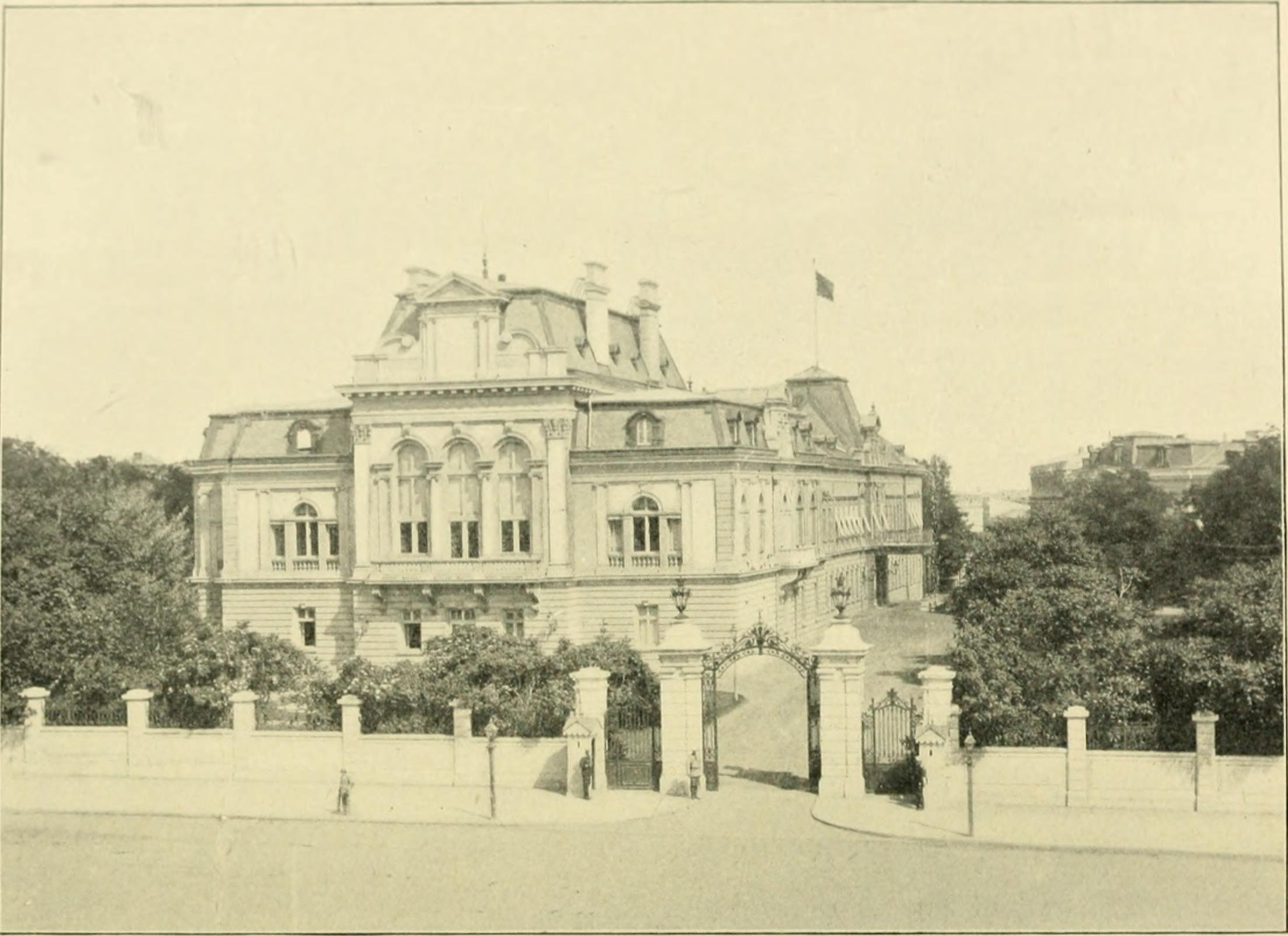
L'estensione opera di Viktor Rumpelmayer

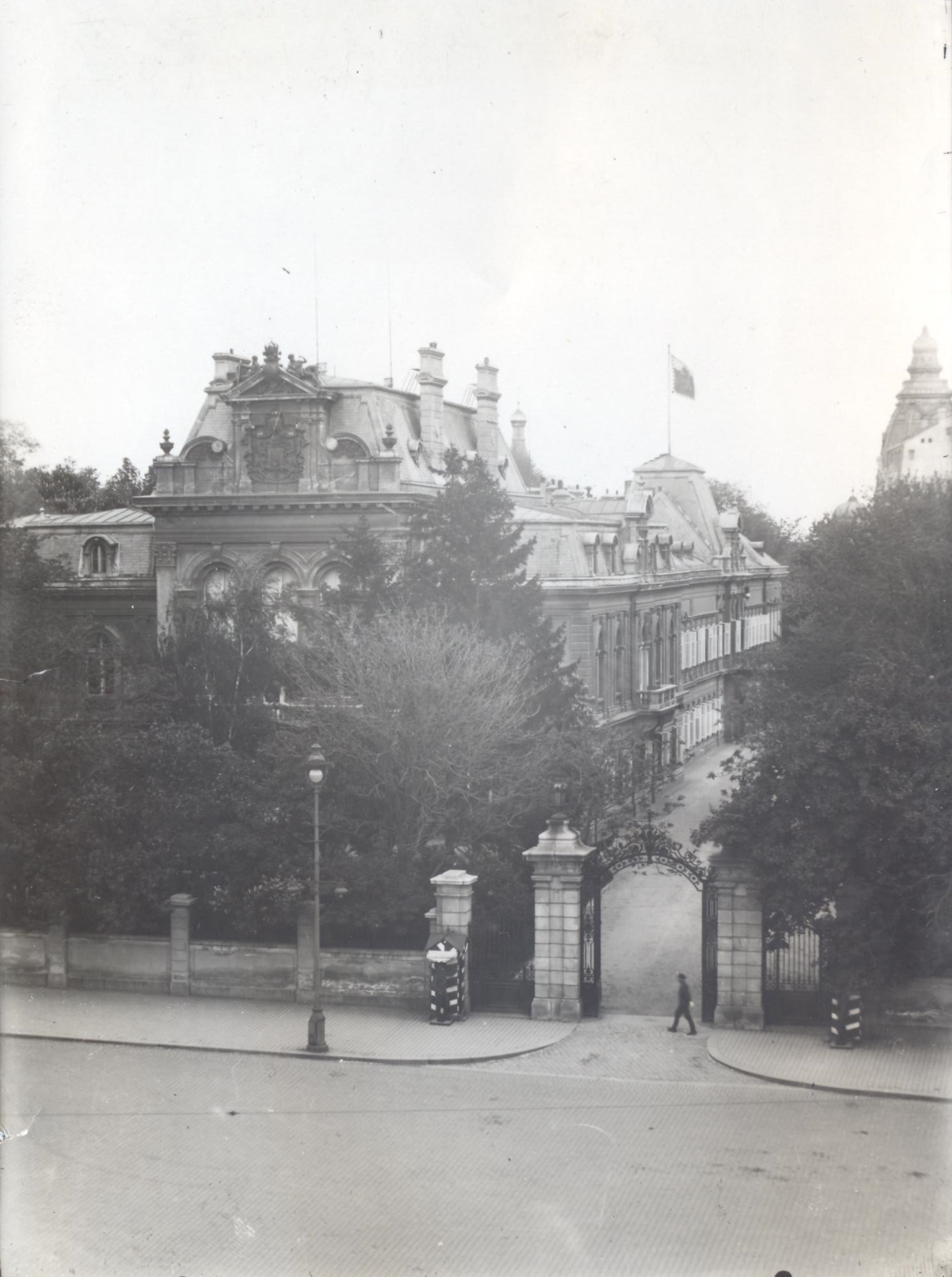
Il palazzo con il giardino davanti

Da non dimenticare il giardino, realizzato già nel 1879, durante il regno di Alessandro I di Battenberg, che decise di impiantare un parco di due ettari progettato da Antonín Kolář che circondava il palazzo e era chiuso da un cancello. Alle estremità ovest ed est del parco, allineati con le strade, c'erano due grandi ed elaborati cancelli. La sua superficie era di 17.690 m2 ed era adornata da rare specie di alberi, arbusti e piante decorative.
Il 20 agosto 1886 un gruppo di militari scontenti dell'esito della guerra serbo-bulgara (1886) prese d'assalto il palazzo e costrinse il principe ad abdicare per poi trasferirlo al confine. Tuttavia Alessandro I tornò nuovamente nella capitale, ma avendo perso l'appoggio della Russia, fu costretto ad abdicare definitivamente l'8 settembre dello stesso anno.

#### Seconda fase (1894 – 1896)
Dopo il matrimonio del successivo sovrano bulgaro, il principe Ferdinando I di Sassonia-Coburgo-Kohary, con Maria Luisa di Borbone-Parma, fu costruita l'ala est del palazzo. L'architetto viennese Friedrich Grünanger supervisionò la costruzione, mentre lo scultore Andreas Greiss fu responsabile della decorazione e degli ornamenti in gesso, che incorporavano elementi del Neobarocco viennese e decorazioni fin de siècle ispirate agli stili Luigi XV e Luigi XVI. La nuova ala fu completata nel 1896 e comprendeva nuovi alloggi per la famiglia principesca, come una biblioteca, sale di ricevimento, una sala da pranzo, due giardini d'inverno e una porte-cochère (per cocchi) coperta. Fu inoltre installato un ascensore elettrico all'avanguardia della ditta Schindler, che collegava il piano terra con il primo piano. Al primo piano si trovavano gli appartamenti del principe Ferdinando, della principessa Maria Luisa (sua moglie) nonché del principe ereditario, il futuro re Boris III; al secondo piano quelle del principe Kiril di Preslav e delle principesse Evdokija e Nadežda. Al terzo e al piano attico si trovavano gli appartamenti per gli ospiti, gli alloggi del personale e gli uffici. Friedrich Grünanger fu sostenuto da una vasta gamma di artisti come lo scultore Andreas Greis e gli architetti Franz Eisler, Janaki Šamardžiev, Jordan Sevov e Ivan Vasilov.
A quel tempo furono costruite 2 cappelle del palazzo: cattolica e ortodossa, situate sul lato posteriore nord-orientale della vecchia ala. Gli artisti bulgari Anton Mitov e Ivan Mrkvička contribuirono alla decorazione della cappella ortodossa nel 1897, così come Stefan Badžov nel 1912-1916.
La decorazione metallica dell'intero palazzo – ringhiere su scale e terrazze, inferriate decorative, recinzioni e colonne, scale interne, ecc., furono opera delle ditte viennesi "Rudolf Philipp Wagner" e "Valerian Gillard", nonché della tedesca "Ed. Puls" con sede a Berlino. Il rivestimento metallico dei camini fu realizzato dall'azienda francese "A-ne M-on G. Laury. B-te S.G.D.E. à Paris", e le sontuose porte in quercia lavorate in modo costoso, eseguite con la tecnica dell'"intarsio" di legni esotici, madreperla, ottone, argento e dorature con immagini di corone reali e monogrammi principeschi personali, portavano il timbro dell'azienda "Franz Michel" da Vienna.
Nonostante tutte queste aggiunte il Palazzo mantenne un volume compatto, con comunicazioni interne comode e ben pensate, che consentivano un facile transito tra gli ambienti di accoglienza più istituzionali e gli spazi più domestici della famiglia principesca. La sua superficie totale era di 5742,30 m2 e contava 80 sale. Fino alla prima guerra mondiale esso fu l’esempio da seguire per tutti gli edifici pubblici e residenziali della capitale bulgara.
Durante il Natale del 1889, il Palazzo Reale ospitò il primo albero di Natale della Bulgaria in una celebrazione ufficiale, sotto gli auspici della principessa Clementina d'Orléans. L'albero faceva parte di una sontuosa celebrazione natalizia a palazzo ed è stato decorato dagli studenti delle scuole di Sofia.

### Ulteriori risvolti

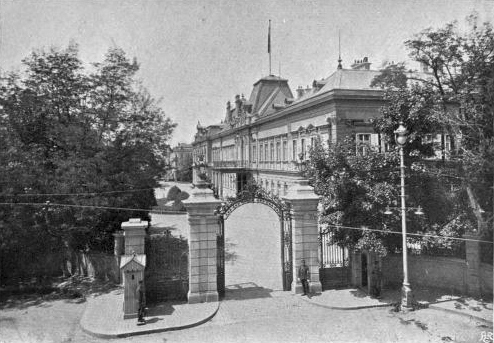
L'ingresso dalle parti della Chiesa Russa nel parco e nel Palazzo Principesco, 1907

La famiglia principesca non abitava tutto l'anno nel palazzo di Sofia, ma in estate si trasferiva a Euxinograd, sulla costa del Mar Nero, mentre dal 1903 in poi utilizzò sempre più spesso la palazzina di caccia di Vrana, soprattutto dopo la sua espansione nel 1909, situato alla periferia della capitale.
Nel 1908, il principe Ferdinando I dichiarò l'indipendenza della Bulgaria dall'Impero ottomano, che fino ad allora ne era stato sovrano. Ferdinando si autoproclamò zar (cioè re) dei bulgari, pertanto, da questa data, il Palazzo del Principe venne ribattezzato Palazzo Reale.

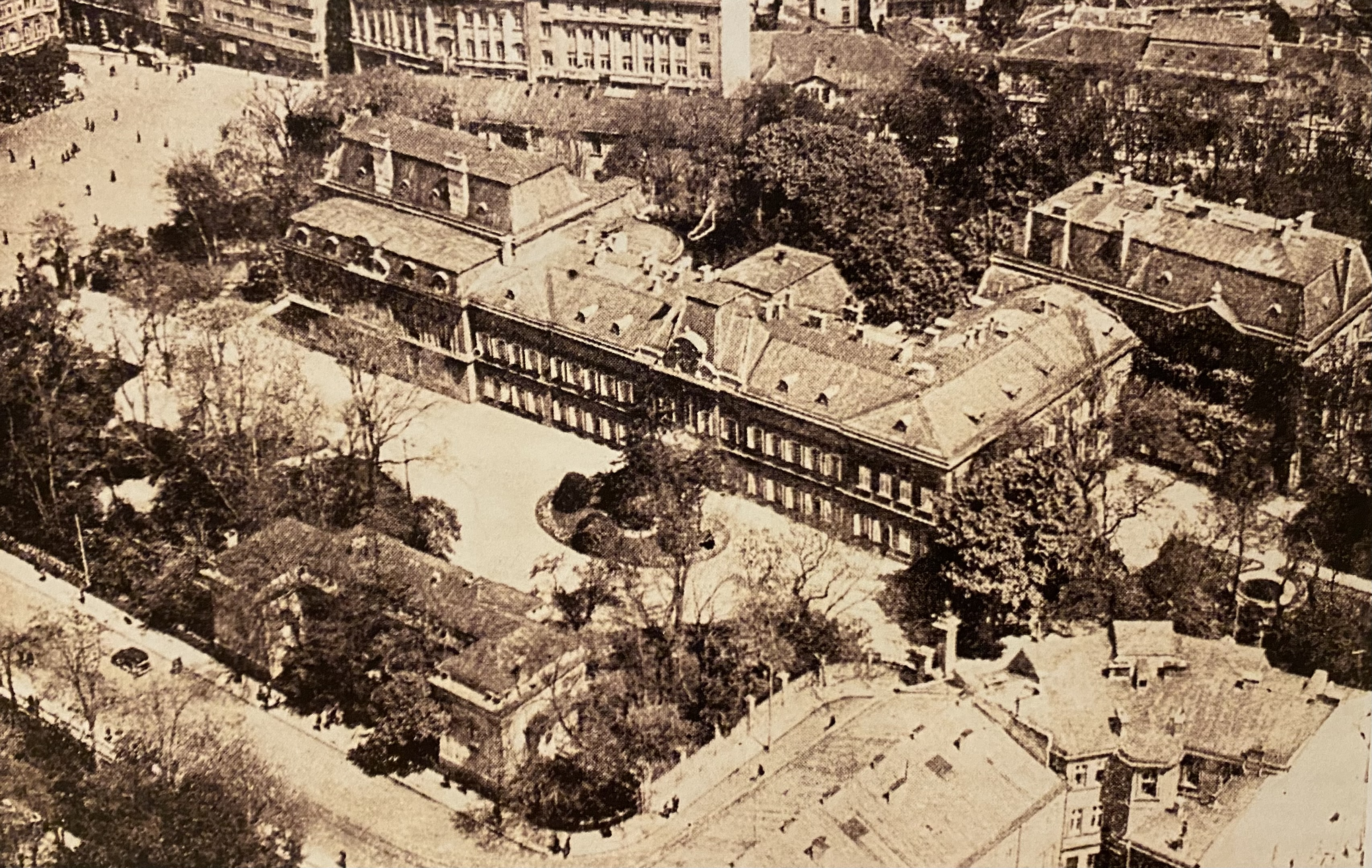
Una veduta aeream anni '20.

Sebbene il palazzo avesse una cappella cattolica, la religione professata sia da Ferdinando I che dalle sue due successive mogli, nel 1912, per il raggiungimento della maggiore età del figlio maggiore ed erede al trono, Boris, si decise di aggiungere un'elaborata cappella ortodossa, la religione maggioritaria. in Bulgaria. Già nel 1893 Ferdinando aveva deciso che Boris sarebbe stato educato alla religione ortodossa, un obbligo costituzionale, nonché una delle condizioni poste dallo zar Nicola II di Russia per il ristabilimento delle relazioni diplomatiche interrotte dal 1886. Tale decisione gli valse la scomunica da parte di Papa Leone XIII. La cappella ortodossa era posizionata sul lato posteriore nord-est dell'ala vecchia del palazzo. Il suo ornamento fu arricchito dal contributo degli artisti Anton Mitov e Ivan Mrkvička nel 1897, nonché di Stefan Badžov dal 1912 al 1916.

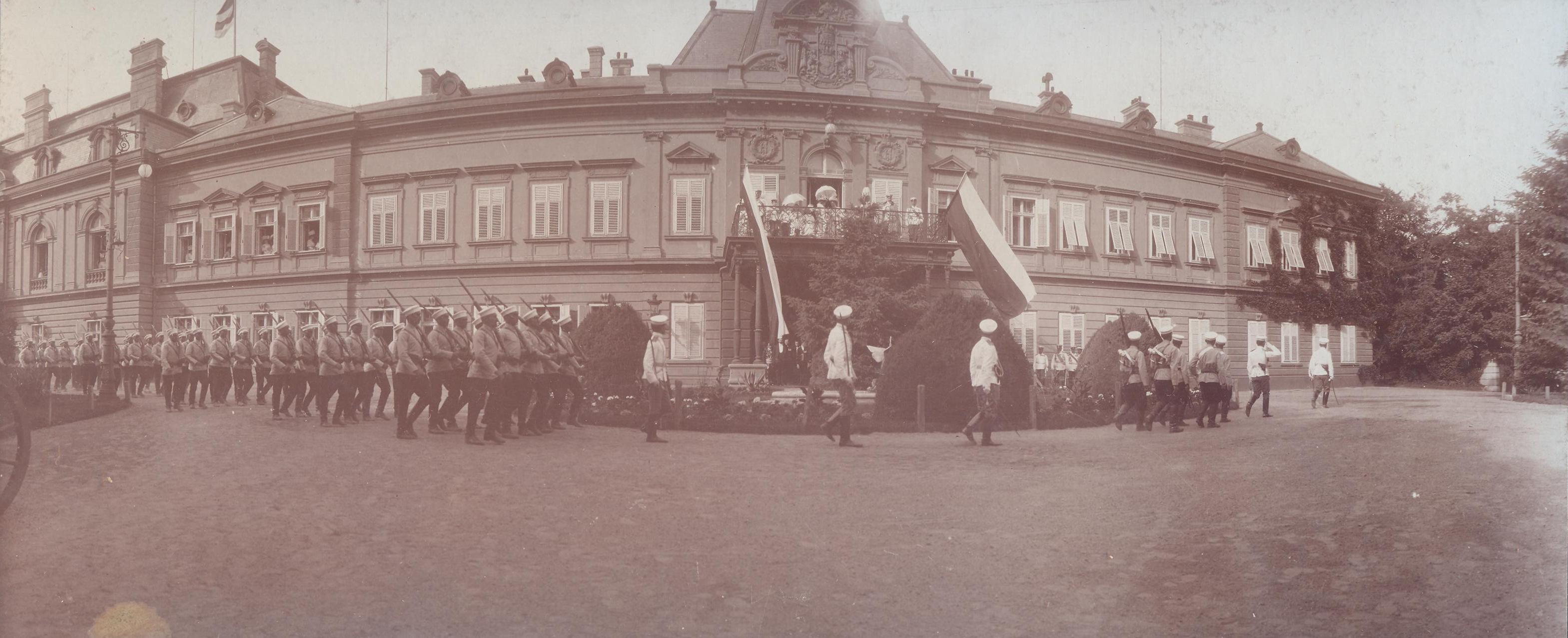
la Parata dell'esercito bulgaro davanti al palazzo nel 1923.

Dopo la sconfitta nella prima guerra mondiale e l'abdicazione di Ferdinando, suo figlio Boris III divenne il nuovo monarca bulgaro. In seguito al suo matrimonio con la principessa Giovanna di Savoia, figlia del re italiano Vittorio Emanuele III, nell'ottobre 1930, fu effettuata un'accurata ristrutturazione e ammodernamento del palazzo. Allo stesso tempo, il palazzo non era più abitato dal principe Kiril e dalla principessa Evdokija, e la principessa Nadežda si era sposata e viveva in Germania dal 1924.
Nel 1934, il politico di estrema destra Kimon Georgiev, dopo aver organizzato un colpo di Stato, fu nominato primo ministro dal re nel palazzo. Durante la seconda guerra mondiale, la Bulgaria si schierò con le potenze dell'Asse, con l'obiettivo di riconquistare la regione della Macedonia perduta durante la seconda guerra balcanica e la prima guerra mondiale. Nel 1942, di fronte al deterioramento della situazione militare, la famiglia reale si trasferì nel Palazzo Vrana, alla periferia di Sofia, e a Zarska bistrica, una palazzina di caccia sui monti Rila vicino a Borovec.
Poco dopo il ritorno da una visita in Germania, il re Boris III morì inaspettatamente nella sua camera da letto nel palazzo il 28 agosto 1943 all'età di 49 anni. Si ritiene che fosse morto per avvelenamento. A Boris successe il figlio di sei anni, re Simeone II, sotto un consiglio di reggenza guidato dal fratello di Boris, il principe Kiril.
Nel 1944, un altro colpo di Stato portò al potere il filo-comunista Fronte della Patria e Kimon Georgiev, ora allineato con i comunisti, divenne nuovamente primo ministro. Iniziò una graduale epurazione dei simboli monarchici del Palazzo reale, mentre il re ragazzo Simeone II e la sua famiglia rimasero a Vrana. Nel 1946, nel controverso referendum organizzato dal governo del Fronte della Patria, i bulgari votarono al 95% a favore della repubblica e la famiglia reale lasciò subito il Paese.

### Palazzo del Governo, scuola (1946 - 1953)
Dopo l'abolizione e l'instaurazione del regime comunista il 15 settembre 1946, il palazzo divenne la sede del Consiglio dei ministri della Repubblica Popolare di Bulgaria e della Scuola superiore del partito comunista, oltre a fungere da residenza temporanea per i funzionari statali di nuova nomina. Una sala del palazzo subì rapidamente modifiche per ospitare l’ufficio del nuovo primo ministro Georgi Dimitrov. Questa trasformazione portò allo smantellamento e la distruzione di tutti i pannelli, con le restanti superfici rivestite di calce. Nel 1946, il recinto del palazzo subì un destino simile e il parco del palazzo fu lasciato aperto e trascurato.
Nel luglio 1949, durante la costruzione del Mausoleo di Georgi Dimitrov, il viale del parco davanti al palazzo fu rimosso. Questa modifica portò alla formazione di un'ampia piazza, l'attuale piazza Knjaz Aleksandǎr, accompagnata da un abbassamento del terreno circostante di circa 2 m. Il mausoleo fu demolito nel 1999. La maggior parte degli interni del palazzo furono distrutti durante questi eventi. La successiva ristrutturazione interna assunse forme primitive: gli interni furono tamponati con assi e compensato, imbiancati alla rinfusa.

### Complesso di musei nazionali (1953 - attualmente)

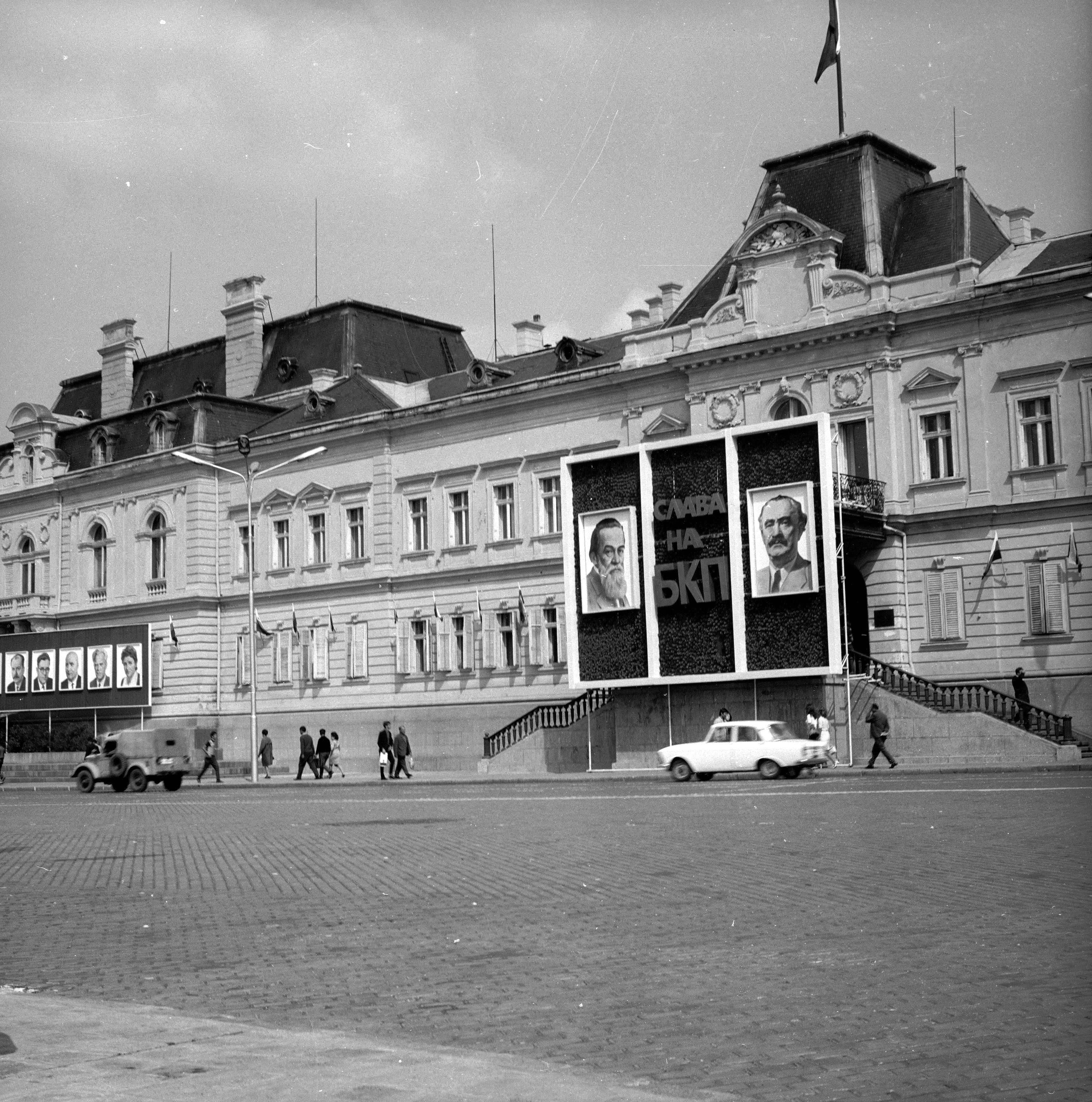
Il Palazzo Reale nel 1969, utilizzato come sfondo per appendere grandi manifesti dei leader comunisti bulgari.

La piazza, formata tra il palazzo e il mausoleo, all'epoca della Repubblica Popolare di Bulgaria portava il nome "9 settembre". Fu utilizzata per le manifestazioni di lavoratori e studenti durante le principali festività del Paese (1 maggio (Festa dei lavoratori), 24 maggio (il Giorno dei santi fratelli Cirillo e Metodio, dell'alfabeto, dell'istruzione e della cultura bulgara e della letteratura slava), 9 settembre (il Colpo di Stato in Bulgaria)), nonché per le parate militari dell'Esercito popolare bulgaro, osservate dagli alti dirigenti statali dagli spalti del mausoleo e da diplomatici stranieri e altri funzionari delle tribune davanti al palazzo.
Nel 1953, con la decisione del Consiglio dei ministri della Bulgaria, l'edificio dell'ex Palazzo fu concesso all'Galleria nazionale d'arte e al Museo etnografico nazionale. L'edificio fu dichiarato monumento culturale immobile nel 1978. La Galleria Nazionale d'Arte si trovava nell'edificio centrale e nell'ala creata da Viktor Rumpelmayer, mentre nell’ala nord-orientale (dove ha ancora sede al 2024) avevasede il Museo etnografico nazionale voluto dal re Ferdinando I. La Galleria esponeva principalmente opere di artisti bulgari realizzati tra il XIX e XX secolo. Nel 2014, il Museo Nazionale d'Arte e la Galleria Nazionale d'Arte Straniera furono riuniti nel Complesso Museale Nazionale, che dal luglio 2015 si chiama Galleria nazionale. Al 2024 alcune sale del palazzo vengno usate per mostre temporanee di arte bulgara e straniera.